# Ichneumon oblongus
Ichneumon oblongus là một loài tò vò trong họ Ichneumonidae.